# Anthony Snobeck
Anthony Snobeck (Parijs,  20 april 1983) is een professional golfer uit Frankrijk. 
Anthony Snobeck groeide op in een gezin waar sportprestaties belangrijk waren. Zijn vader Dany was Formule 1 coureur en won driemaal het Franse Supertouring Kampioenschap en tweemaal de Andros Trofee. Het gezin woonde naast het Circuit Magny-Cours.

## Amateur
Op 17-jarige leeftijd had Snobeck handicap 3, en vanaf dat jaar is Antoine Lebouc, die zelf op de Europese Tour speelde, zijn coach. Hij speelt in de Franse jeugdselectie.

## Professional
In 2005 had amateur Snobeck handicap +2 en werd hij professional. Hij speelde eerst een seizoen op de Alps Tour, daarna op de Europese Challenge Tour  waar hij zijn eerste overwinning behaalde. In 2009 kwam hij via de Tourschool op de Europese Tour terecht, maar de resultaten vielen dat eerste jaar tegen en in 2010 moest hij weer terug naar de Challenge Tour. 
In 2011 komt de tweede overwinning, het Toscaans Open, dat in 2010 door Floris de Vries gewonnen werd.

### Gewonnen
Nationaal
- 2008: Omnium Riviera (202)

Challenge Tour
- 2006:  Tessali-Metaponto Open di Puglia e Basilicata (-14) na play-off tegen Kyron Sullivan
- 2011: Mugello Tuscany Open (-12)